# Dybuk. Rzecz o wędrówce dusz
Dybuk. Rzecz o wędrówce dusz – polski pełnometrażowy film dokumentalny z 2015 roku w reżyserii Krzysztofa Kopczyńskiego, który był również autorem scenariusza filmu.
Film opowiada o konflikcie pomiędzy ortodoksyjnymi Żydami i ukraińską prawicą w przeddzień protestów na Euromajdanie. Do Humania na Ukrainie co roku przyjeżdża 30 tysięcy chasydów celebrować żydowski Nowy Rok na grobie cadyka Nachmana. Tymczasem ukraińska prawica stawia krzyż w miejscu ich modlitwy i buduje pomnik Kozakom, którzy podczas powstania narodowego w 1768 roku zamordowali tysiące Żydów i Polaków.
Polska premiera filmu miała miejsce 31 maja 2015 roku na 55. Krakowskim Festiwalu Filmowym. Na tym samym festiwalu film otrzymał Srebrnego Lajkonika dla reżysera najlepszego filmu dokumentalnego. Nagroda została przyznana "za odwagę i bezkompromisowość ukazania wyjątkowo skomplikowanego, uniwersalnego problemu wzajemnej nietolerancji w obliczu zagrożeń współczesnego świata". Na 6. Międzynarodowym Festiwalu Filmowym w Odessie film otrzymał nagrodę FIPRESCI dla najlepszego filmu pełnometrażowego.

## Nagrody
Źródło.
- 2015 – Międzynarodowy Festiwal Filmowy w Odessie: nagroda FIPRESCI dla najlepszego filmu pełnometrażowego
- 2015 – Krakowski Festiwal Filmowy: Srebrny Lajkonik dla reżysera najlepszego filmu dokumentalnego